# Robert de Clermont
Pour les articles homonymes, voir Robert de France.
Ne doit pas être confondu avec Robert Ier de Clermont.
Robert de France, né vers 1256 et mort le 7 février 1317, est comte de Clermont, seigneur de Saint-Just et de Creil, chambrier de France, connu sous le nom de Robert de Clermont. Sixième et dernier fils du roi de France Saint-Louis (Louis IX) et de Marguerite de Provence, il est comte de Clermont-en-Beauvaisis et le fondateur de la maison capétienne de Bourbon. Il est l'ancêtre à la 9e génération en lignée masculine du roi Henri IV.

## Biographie

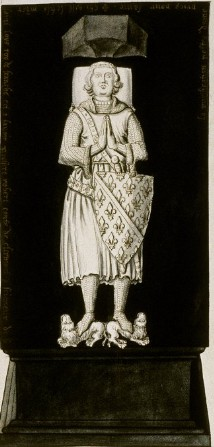
Robert de France, comte de Clermont. Dessin de la collection Roger de Gaignières.

Son père lui donne en apanage le comté de Clermont-en-Beauvaisis.
En 1272, Robert se marie avec Béatrice, fille unique et héritière de Jean de Bourgogne, second fils du duc de Bourgogne et sire de Bourbon par son mariage avec Agnès de Dampierre, héritière de la deuxième maison de Bourbon, comme sa fille Béatrice. Robert est reconnu sire de Bourbon en 1283. Robert crée ainsi la troisième maison de Bourbon, la plus célèbre puisqu'elle accédera aux trônes de France, puis d'Espagne, de Naples et de Sicile, de Parme, de Luxembourg et, par la branche d'Orléans, au trône du Brésil. Il est donc l'ancêtre d'Henri IV (né Henri de Bourbon) et des rois de France de la branche des Bourbons.
- Louis IX Saint Louis 
  - Robert de Clermont
    - Louis Ier de Bourbon
      - Jacques Ier de Bourbon-La Marche
        - Jean Ier de Bourbon-La Marche
          - Louis Ier de Bourbon-Vendôme
            - Jean VIII de Bourbon-Vendôme
              - François de Bourbon-Vendôme
                - Charles IV de Bourbon
                  - Antoine de Bourbon
                    -  Henri IV le Grand

Dans ses terres, il fait construire notamment l'Hôpital Saint-Jacques de Moulins, détruit en 1793. En 1282, il subit et gagne un procès contre sa belle-mère Agnès de Bourbon qui, remariée à Robert II d'Artois, veut disposer d'une partie des biens qu'elle a déjà cédée à son gendre.
En 1279, son frère Philippe III l'arme chevalier au cours d'un tournoi. Il a alors la malchance de recevoir une masse d'arme sur la tête, ce qui le fit sombrer dans la démence pour le restant de ses jours.
Robert de Clermont a cependant quelques périodes de rémission puisque son neveu Philippe le Bel lui confie plusieurs missions diplomatiques. Il négocie ainsi avec son fils Louis un traité avec l'empereur Henri VII. Il est aussi membre du Conseil royal de Philippe III et de Philippe IV, mais il n'y joue sans doute aucun rôle à cause de son état mental.
En 1316, il intervient une dernière fois sur la scène politique en se ralliant à son petit-neveu Philippe de Poitiers pour l'obtention de la régence après la mort de Louis X.
Il meurt en 1317 à l'âge de 61 ans.

## Enfants
De son union avec Béatrice sont nés : 
- Louis Ier le Boiteux (1280 † Paris 27 janvier 1342), duc de Bourbon, comte de Clermont et de la Marche.., épouse en 1310 Marie de Hainaut (1280-1354), et postérité ;
- Blanche (1281 † juin-décembre 1311), mariée le 25 juin 1303 à Robert VII († 1325), comte d'Auvergne et de Boulogne, d'où un fils : Guillaume XII d'Auvergne, et postérité ;
- Jean (après 1285 † 17 août-octobre 1316), seigneur de Charolais, et postérité ;
- Marie (1285 † Poissy 17 mai 1372), fiancée le 9 octobre 1295 à Jean de Montferrat. Religieuse à Montargis puis à St Louis de Poissy le 24 juin 1299, seconde prieure du prieuré Saint-Louis de Poissy en février 1333. Résigne ses fonctions en 1343, étant devenue aveugle, morte âgée de 87 ans[2] ;
- Pierre (juin-novembre 1298 † Paris 1341), archidiacre de Tonnerre en novembre 1307 âgé de 9 ans, archidiacre de Notre-Dame de Paris ;
- Marguerite (vers 1290 † Paris 4 février 1309), mariée en premières noces en 1305 à Raymond-Bérenger d'Anjou qui décède rapidement après, elle se remarie en secondes noces, par contrat de décembre 1307, célébré août-septembre 1308 à Jean Ier, margrave de Namur (1267 † 1330), union sans postérité.

## Armoiries
| Blason | Blasonnement : D'azur semé de fleurs de lys d'or à la bande de gueules |

## Sources
- Henri Louis de Coiffier Demoret, Histoire du Bourbonnais et des Bourbons qui l'ont possédé, 1816 .
- Jean François Michaud, Biographie Universelle Ancienne et Moderne, vol. 5, Paris, Ch Delagrave et Cie, 1843 .